# Julio Peralta
Julio Leonardo Peralta Martínez (Paramaribo, Suriname; 9 de septiembre de 1981) es un tenista chileno especialista en dobles.
En su carrera individual cuenta con un título Challenger, mientras que en dobles, cuenta con seis títulos, de los cuales cinco son ATP 250, y uno ATP 500, además de diez Challenger. Su mejor puesto en la Clasificación de la ATP individual ha sido el 212.º en 2003 y en dobles, el 29.º en 2017. Compitió por el equipo chileno de Copa Davis desde 2016.

## Trayectoria deportiva
En su carrera ha ganado un título challenger en individuales, en Belo Horizonte el 2003. En 2005 decidió retirarse del tenis pero en 2007 ha vuelto al profesionalismo llegando a semifinales del Future Alemania 7. El 2008 gana dos torneos Future, realizado en su país el Chile F4 y Chile F5. Con esto acumula seis torneos future ganados.
En 2011 vuelve a la competición en el Challenger de Braunschweig, en Alemania (106.500 Euros más Hospitalidad), juega este torneo solamente aprovechando la cercanía con su lugar de residencia en Alemania, en donde disputa torneos interclubes. En primera ronda de la Fase Clasificatoria derrotó sin apelaciones por 6/0 y 6/1 al alemán Stefan Seifert (514.º ATP)  en solo 39 minutos de partido. Y en segunda ronda se enfrentaba a un rival durísimo: el belga David Goffin (220.º ATP). Y nuevamente paliza a favor del chileno: 6/2 y 6/1 en 49 minutos. En la ronda final se impuso al español Guillermo Olaso (194.º) por 7-5 y 6-1 en 1 hora y 13 minutos de partido. En ronda de 32 derrotó al rumano Victor Crivoi (185.º ATP), por un contundente marcador de 6-4 y 6-4. En octavos de final cayó estrechamente frente al portugués Frederico Gil (91.º ATP) por parciales de 6-7(5), 6-2 y 6-4, en dos horas y 23 minutos de partido.
En 2014 decidió volver al circuito alcanzando 2 finales en torneos futures de forma consecutiva, ganando uno de ellos.

### 2015
En abril fue subcampeón del Challenger de Savannah 2015 en la modalidad de dobles junto a Dennis Novikov tras caer ante los argentinos Guillermo Durán y Horacio Zeballos por 6-4 y 6-3.
En mayo fue campeón del Challenger de Tallahassee 2015 junto a Novikov tras vencer a los tenistas indios Somdev Devvarman y Sanam Singh por 6-2 y 6-4.
al mes siguiente en junio volvió a otra final en el Hoff Open 2015 en Moscú junto a Matt Seeberger cayeron en la final frente a los argentinos Renzo Olivo y Horacio Zeballos por 7-5 y 6-3.
Después en julio llegó a otra Final Challenger, la quinta del año, junto al estadounidense Matt Seeberger cayeron ante Mijaíl Yelguin y Mateusz Kowalczyk en el Challenger de Poznan 2015 por 3-6, 6-3 y 10-6 en el superdesempate.
En noviembre, se corona campeón del Challenger de Bogotá junto a Horacio Zeballos derrotando a los colombianos Nicolás Barrientos y Eduardo Struvay por 6-3 y 6-4, logrando su tercer título challenger.

### 2016: Primeros títulos ATP y llegada al Top 50
Decide dedicarse exclusivamente a la modalidad de dobles, lo que le trae grandes éxitos junto a su pareja Horacio Zeballos. Logra 5 títulos en categoría ATP Challengers, y 3 títulos en categoría ATP 250. Gracias a estos éxitos logra ubicarse, a sus 35 años, en la ubicación n.º 42 de la clasificación ATP de dobles, el quinto mejor clasificado en la historia del tenis chileno.
En enero conquista el sexto Challenger de su carrera, primero en el año junto a Horacio Zeballos en el Challenger de Bucaramanga 2016 tras vencer en la final a Sergio Galdós y Luis David Martínez por doble 6-2.
En febrero consigue su primer título ATP a los 34 años en el ATP 250 de São Paulo, junto a Horacio Zeballos vencieron a Mateusz Kowalczyk y Andreas Siljestrom por 7-6 y 7-5, a los brasileños Rogerio Dutra Silva y Joao Souza por 6-4 y 6-3, a los argentinos Guillermo Durán y Andrés Molteni por 6-4 y 6-1 en semifinales y en la final vencieron a los españoles Pablo Carreño Busta y David Marrero por 4-6, 6-1, 10-5 consagrándose campeón de un título profesional, cabe destacar que en este torneo el chileno y su compañero argentino cedieron un solo set, además este fue el primer título ATP de un tenista chileno en nueve años en esta categoría (el último fue de Paul Capdeville en 2007).
En marzo tras disputar la Copa Davis ante República Dominicana, en el Challenger de Santiago 2016 se corona campeón junto a Hans Podlipnik tras vencer a los argentinos Facundo Bagnis y Máximo González por 7-6, 4-6 y 10-5 en el superdesempate.
El 30 de abril ganó el Challenger de Tallahassee 2016 junto a Dennis Novikov derrotaron a los australianos Peter Luczak y Marc Polmans por 3-6, 6-4 y 12-10 ganando su tercer challenger en el año, luego en mayo clasificó directo al primer Grand Slam de su carrera, Roland Garros 2016 jugándolo junto con Denis Kudla en su debut vencieron a los invitados franceses Mathias Bourgue y Calvin Hemery por 6-4 y 6-3, consiguiendo su primer triunfo en un Grand Slam, después en segunda ronda caerían ante los números uno en dobles, los locales Pierre-Hugues Herbert y Nicolas Mahut por 6-2 y 7-5.
En julio consigue su segundo título ATP después de cuatro meses, en el ATP 250 de Gstaad en Suiza, junto a Zeballos vencieron a Tomasz Bednarek y Serguéi Betov por 6-3 y 6-2, después a Andre Begemann y Robin Haase en un maratónico partido por 6-7, 7-6 y 10-3, en semifinales derrotaron a Sander Arends y Tristan-Samuel Weissborn por 6-1, 3-6 y 11-9 en el superdesempate y en la final vencieron a Mate Pavić y Michael Venus por 7-6 y 6-2.
Luego participa en el tercer Grand Slam del año, en Wimbledon en el Dobles Masculino junto a Andrés Molteni cayendo en primera ronda ante los alemanes Dustin Brown y Jan-Lennard Struff por doble 6-4.

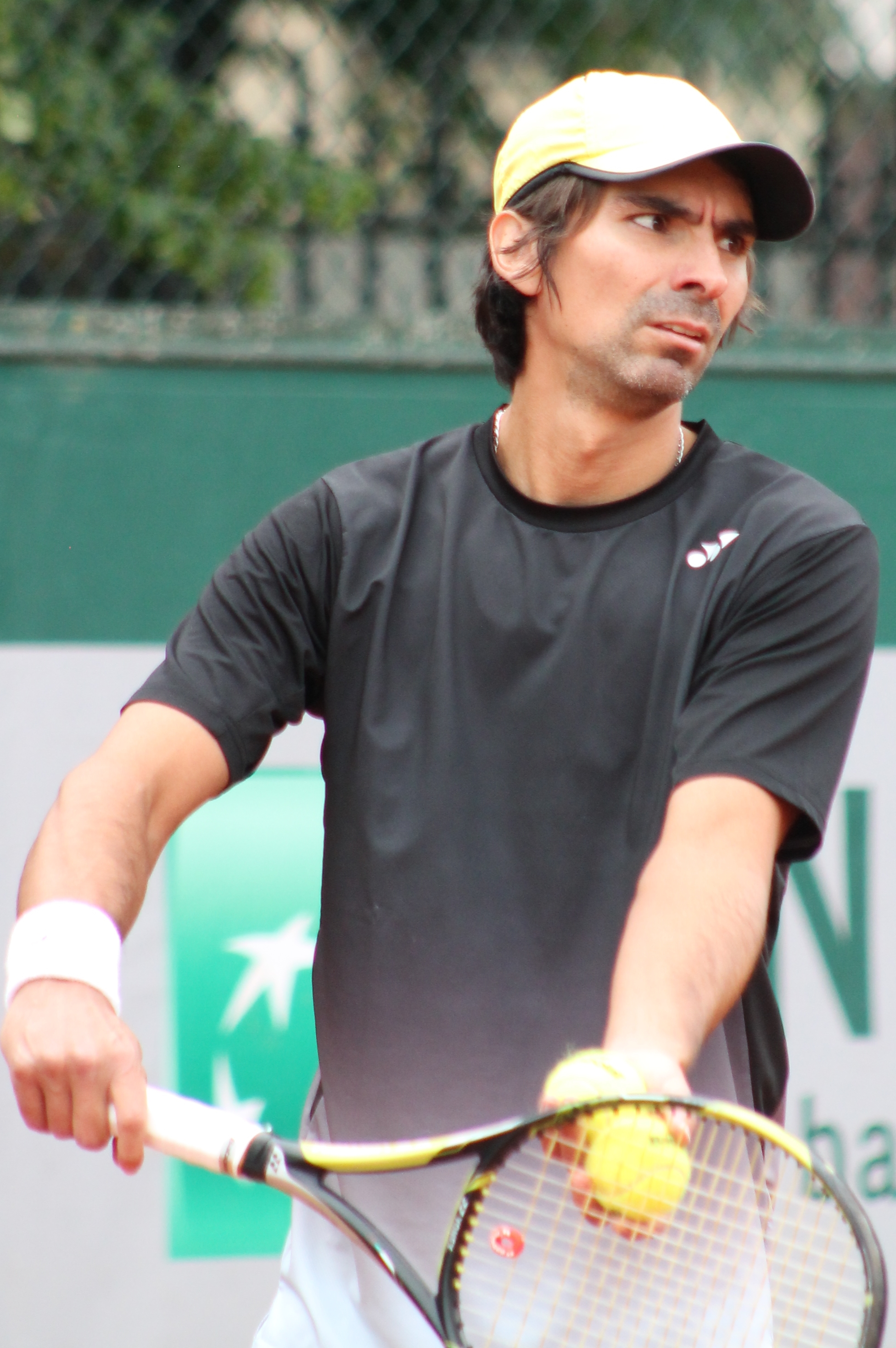
Peralta en Torneo de Roland Garros 2016.

En el mes de agosto participa por primera vez en una cita olímpica, en los JJ.OO Río 2016 en el Dobles Masculino junto a Hans Podlipnik representando al COCh en el Tenis, teniendo unos duros rivales en primera ronda los estadounidenses Steve Johnson y Jack Sock cayendo por un contundente doble 6 a 2 en tan sólo 48 minutos, semanas después participa en el último Grand Slam del año, el US Open 2016 junto con Horacio Zeballos, enfrentaron en primera ronda a Mate Pavić y Michael Venus cayendo por un contundente 6-4 y 6-1 despidiéndose en 1ª ronda del torneo neoyorquino.
En septiembre Peralta junto a Zeballos se coronaron campeones del ATP 250 de Metz 2016 tras vencer a Dustin Brown y Benoît Paire, a Robert Lindstedt y Aisam-ul-Haq Qureshi en cuartos de final y en semis a Oliver Marach y Fabrice Martin, en la final se vieron nuevamente las caras con el croata Pavic y el australiano Venus doblegándolos por 6-3 y 7-6 en una hora y 11 minutos y de esta forma consiguiendo su tercer ATP 250 en el año, semanas después consiguió su 4° Challenger en el año en el Challenger de Génova junto a Zeballos vencieron a los bielorrusos Aleksandr Bury y Andrei Vasilevski por 6-4 y 6-3.
Después ganó el Santiago Challenger junto a Zeballos derrotando a Sergio Galdós y Máximo González por 6-3 y 6-4 logrando su 6°título a nivel Challenger.

## Copa Davis
En marzo de 2016, es nominado por primera vez al Equipo Chileno de Copa Davis a sus 34 años para enfrentar la serie ante República Dominicana en Court Central Anita Lizana, y Peralta cerró la llave junto a Hans Podlipnik en el dobles venciendo a Manuel Castellanos y José Hernández por 6-1, 6-1 y 7-5 y dejaban la serie 3-0 por la Zona Americana I.

## Títulos ATP (6; 0+6)

### Dobles (6)
| Leyenda                       |
| Grand Slam (0)                |
| ATP World Tour Final (0)      |
| ATP Masters 1000 (0)          |
| ATP World Tour 500 series (1) |
| ATP World Tour 250 series (5) |

| N.º | Fecha                    | Torneo    | Superficie    | Pareja           | Oponentes en la final        | Resultado        |
| --- | ------------------------ | --------- | ------------- | ---------------- | ---------------------------- | ---------------- |
| 1.  | 28 de febrero de 2016    | São Paulo | Tierra batida | Horacio Zeballos | Pablo Carreño David Marrero  | 4-6, 6-1, [10-5] |
| 2.  | 24 de julio de 2016      | Gstaad    | Tierra batida | Horacio Zeballos | Mate Pavić Michael Venus     | 7-6(2), 6-2      |
| 3.  | 25 de septiembre de 2016 | Metz      | Dura (i)      | Horacio Zeballos | Mate Pavić Michael Venus     | 6-3, 7-6(4)      |
| 4.  | 16 de abril de 2017      | Houston   | Tierra batida | Horacio Zeballos | Dustin Brown Frances Tiafoe  | 4-6, 7-5, [10-6] |
| 5.  | 22 de julio de 2018      | Bastad    | Tierra batida | Horacio Zeballos | Simone Bolelli Fabio Fognini | 6-3, 6-4         |
| 6.  | 29 de julio de 2018      | Hamburgo  | Tierra batida | Horacio Zeballos | Oliver Marach Mate Pavić     | 6-1, 4-6, [10-6] |

#### Finalista (4)
| N.º | Fecha                    | Torneo          | Superficie    | Pareja            | Oponentes en la final          | Resultado        |
| --- | ------------------------ | --------------- | ------------- | ----------------- | ------------------------------ | ---------------- |
| 1.  | 11 de febrero de 2017    | Quito           | Tierra batida | Horacio Zeballos  | James Cerretani Philipp Oswald | 3-6, 1-2, ret.   |
| 2.  | 25 de agosto de 2017     | Winston-Salem   | Dura          | Horacio Zeballos  | Jean-Julien Rojer Horia Tecău  | 3-6, 4-6         |
| 3.  | 24 de septiembre de 2017 | San Petersburgo | Dura (i)      | Horacio Zeballos  | Roman Jebavý Matwé Middelkoop  | 4-6, 4-6         |
| 4.  | 22 de octubre de 2017    | Amberes         | Dura (i)      | Santiago González | Scott Lipsky Divij Sharan      | 4-6, 6-2, [5-10] |

## ATP Challenger e ITF Futures

### Títulos individuales (8)
| Legend                    |
| ATP Challenger Series (1) |
| ITF Futures Series (7)    |

| No. | Fecha                    | Torneo                             | Superficie    | Oponente en la final | Resultado        |
| 1.  | 3 de septiembre de 2001  | Perú F2, Perú                      | Tierra batida | Yohny Romero         | 6–3, 6–3         |
| 2.  | 24 de septiembre de 2001 | Bolivia F2, Bolivia                | Tierra batida | Phillip Harboe       | 6–3, 6–4         |
| 3.  | 14 de abril de 2003      | Chile F3, Chile                    | Tierra batida | Phillip Harboe       | 4–6, 6–4, 6–2    |
| 4.  | 28 de julio de 2003      | Belo Horizonte, Brasil             | Dura          | Danai Udomchoke      | 7–6(6), 1–6, 6–1 |
| 5.  | 2 de agosto de 2004      | Chile F1-A, Chile                  | Tierra batida | Damián Patriarca     | 6–2, 6–1         |
| 6.  | 27 de octubre de 2008    | Chile F4, Chile                    | Tierra batida | Jorge Aguilar        | 6–4, 6–2         |
| 7.  | 3 de noviembre de 2008   | Chile F5, Chile                    | Tierra batida | Bruno Tiberti        | 6–0, 6–2         |
| 8.  | 3 de noviembre de 2014   | Estados Unidos F30, Estados Unidos | Tierra batida | Jean-Yves Aubone     | 6–2, 6–1         |

### Finalista individuales (5)
| No. | Fecha     | Torneo                | Superficie    | Oponente en la final | Resultado en la final |
| 1.  | 28.8.2000 | Perú F1, Perú         | Tierra batida | Júlio Silva          | 6–7(4), 6–3, 3–6      |
| 2.  | 4.12.2000 | Chile F9, Chile       | Tierra batida | Patricio Rudi        | 6–3, 6–7(2), 0–6      |
| 3.  | 16.7.2001 | Romania F3, Rumanía   | Tierra batida | Gabriel Moraru       | 6–7(6), 6–7(3)        |
| 4.  | 8.10.2001 | Paraguay F1, Paraguay | Tierra batida | Sebastián Decoud     | 3–6, 1–6              |
| 5.  | 9.8.2004  | Chile F1-B, Chile     | Tierra batida | Cristian Villagrán   | 4–6, 4–6              |
| 6.  | 1.12.2014 | Chile F9, Chile       | Tierra batida | Hans Podlipnik       | 2–6, 3–6              |

### Títulos en dobles (10)
| Legend                     |
| ATP Challenger Series (10) |
| ITF Futures Series (8)     |

| N.º | Fecha      | Torneo                     | Superficie    | Pareja           | Oponentes en la final              | Resultado           |
| --- | ---------- | -------------------------- | ------------- | ---------------- | ---------------------------------- | ------------------- |
| 1.  | 02.5.2015  | Challenger de Tallahassee  | Tierra batida | Dennis Novikov   | Somdev Devvarman Sanam Singh       | 6-2, 6-4            |
| 2.  | 12.10.2015 | Challenger de Corrientes   | Tierra batida | Horacio Zeballos | Guillermo Durán Máximo González    | 6-2, 6-3            |
| 3.  | 2.11.2015  | Challenger de Bogotá       | Tierra batida | Horacio Zeballos | Nicolás Barrientos Eduardo Struvay | 6-3, 6-4            |
| 4.  | 9.11.2015  | Challenger de Buenos Aires | Tierra batida | Horacio Zeballos | Guido Andreozzi Lucas Arnold-Ker   | 6-2, 7-5            |
| 5.  | 30.1.2016  | Challenger de Bucaramanga  | Tierra batida | Horacio Zeballos | Sergio Galdós Luis David Martínez  | 6-2, 6-2            |
| 6.  | 12.3.2016  | Challenger de Santiago     | Tierra batida | Hans Podlipnik   | Facundo Bagnis Máximo González     | 7–6(4), 4–6, [10–5] |
| 7.  | 01.5.2016  | Challenger de Tallahassee  | Tierra batida | Dennis Novikov   | Peter Luczak Marc Polmans          | 3–6, 6–4, [12–10]   |
| 8.  | 10.9.2016  | Challenger de Génova       | Tierra batida | Horacio Zeballos | Alexander Bury Andrei Vasilevski   | 6-4, 6-3            |
| 9.  | 16.10.2016 | Challenger de Buenos Aires | Tierra batida | Horacio Zeballos | Sergio Galdós Fernando Romboli     | 7-6, 7-6            |
| 10. | 23.10.2016 | Challenger de Santiago 2   | Tierra batida | Horacio Zeballos | Sergio Galdós Máximo González      | 6-3, 6-4            |